# La isla habitada

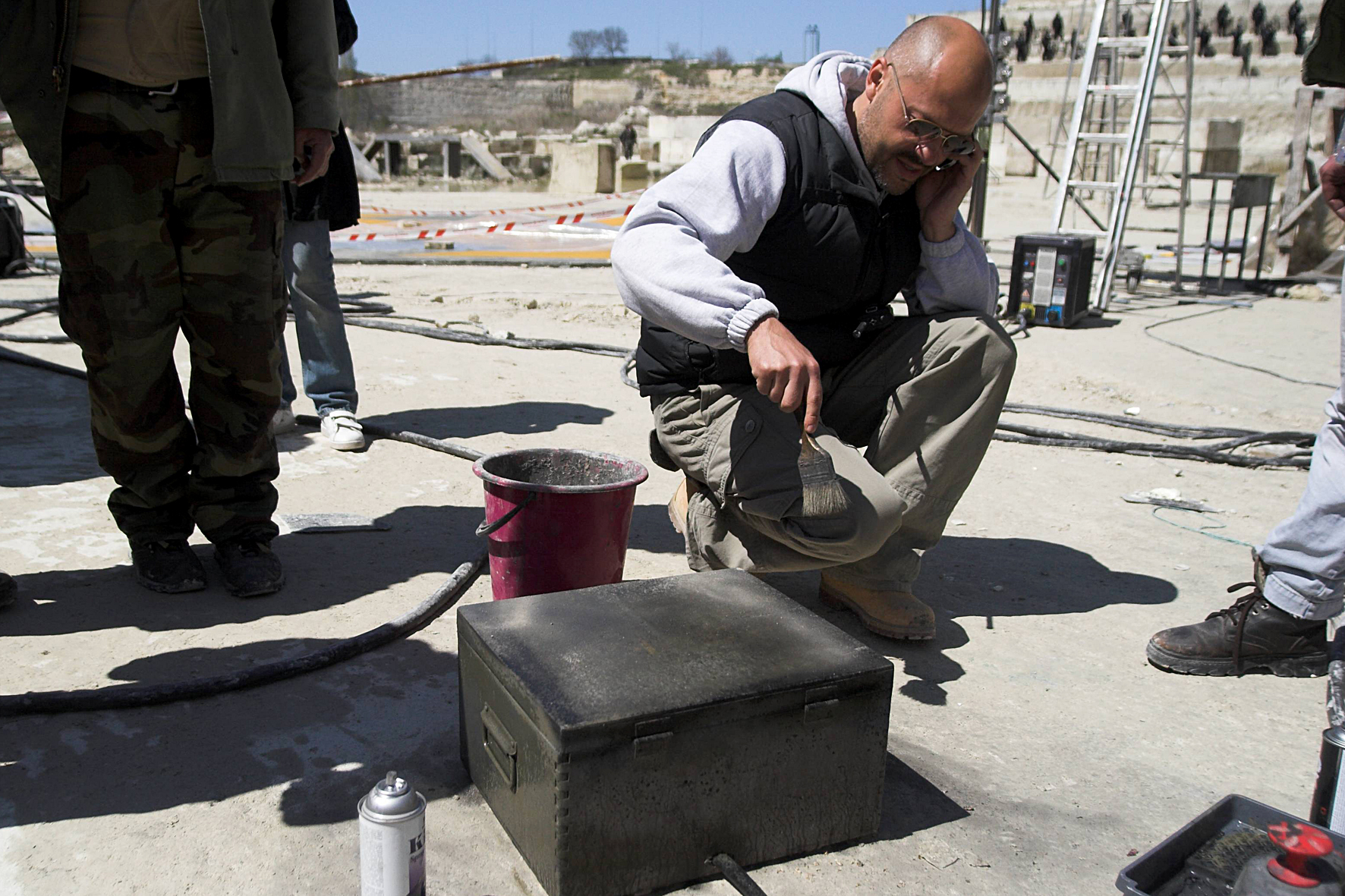
Fyodor Bondarchuk en el set de la película "La isla habitada" - 2007

La isla habitada (en ruso: Обитаемый остров, transl. como Obitayemyí ostrov) es una película rusa de ciencia ficción de 2008 y 2009 basada en la novela homónima de Arkadi y Borís Strugatski, y dirigida por Fyodor Bondarchuk. Debido a la extensa duración de la película, la misma fue dividida en dos partes (la primera se estrenó en Rusia el 18 de diciembre de 2008 y la segunda el 23 de abril de 2009).

## Argumento

### Primera parte
En el año 2157, Maxim Kammerer (Vasiliy Stepanov) es un piloto espacial de una nave de búsqueda que sufre daños tras recibir el impacto de un meteorito provocando que caiga en un planeta desconocido en el que rige una dictadura militar. Una vez sobre el terreno, Maxim es arrestado por Zef (Sergei Garmash) y escoltado por Gay Gaal (Pyotr Fyodorov) a un campamento militar.
Mientras se dirigen a la capital en tren, el convoy es atacado por un grupo llamados "los Degenerados", los cuales destruyen una torre de comunicaciones de la cual se cuenta, forma parte de la defensa militar. El reo demuestra gran forma física durante la emboscada y salva a Gay de una muerte segura. De pronto descubre que se encuentra en el planeta Saraksh, en un país gobernado por una junta militar llamada los "Padres desconocidos".
Finalmente es llevado ante los Stranniki, una raza alienígena que goza de privilegios en el gobierno; pero cuando uno de los hombres Strannik: Fank (Andrei Merzlikin) sufre un ataque epiléptico, aprovecha para escapar. Más tarde, Maxim se encuentra con Rada Gaal (Yuliya Snigir), hermana de Gay. Mientras permanece en la ciudad, tanto él como los otros son alistados en la Guardia. Una vez dentro descubre como empezó la guerra y trata de determinar quien es el enemigo y el motivo por el que están luchando. Sin embargo, Maxim es disparado por su superior y abandonado a su suerte por negarse a ejecutar a un grupo de Degenerados.
No obstante, se recupera y se une al grupo de los Degenerados, los cuales le explican que al contrario de lo que dice la propaganda política del gobierno, las torres que buscan destruir son en realidad aparatos de control mental con la que someten al pueblo. Dos veces al día, la población experimenta un frenesí patriótico tras recibir una pequeña dosis de una especie de radiación, en cambio, estos sufren fuertes dolores y convulsiones. Tanto los Degenerados como los Padres desconocidos, parecen ser unas minorías que todavía se niegan a someterse a la radiación de las torres, aunque sufren el dolor al mismo tiempo que estas emanan radiación. 
No obstante, los Degenerados no buscan desmantelar el sistema de torres, sino hacerse con el control de los aparatos y utilizarlos en su beneficio. En cuanto a ambos bandos, al descubrir que Maxim es inmune al control mental, tratan de reclutarle, sin embargo se niega a mostrar partido por alguno de los contendientes.
Después de luchar por su cuenta en el ataque a una de las torres, Maxim vuelve a ser capturado por el ejército militar y condenado a un campo de concentración en el que se le encomienda la labor de despejar el campo de minas. Mientras sigue con su misión, él y otros dos prisioneros, Zef y Veper (Gosha Kutsenko) encuentran en un bosque, una estación eléctrica custodiada por los Golovan, una raza con aspecto canino que ataca a los presos.
Tras salir de la zona, Maxim se hace con un tanque mecanizado con el que atacaban a los reos y se dirige a la frontera donde se reencuentra con Gay y con el que se va hacia las naciones sureñas.

### Segunda parte
La segunda parte se titula Skhvatka (escaramuza) y comienza con una breve descripción de lo acontecido en la primera parte.
Maxim trata de revelar a Gay el verdadero propósito de las torres. A pesar de mostrarse escéptico, cambia de parecer cuando el entusiasmo de su compañero va in crescendo a medida que se alejan de la influencia de las torres. 
Una vez llegan a lo que una vez fue un territorio próspero, arrasado hoy en día por una guerra atómica, se encuentran con una raza mutante que sufre los efectos de la contaminación radiactiva, los cuales les llevan hasta los bárbaros del sur. Maxim intenta convencerles de formar una rebelión a la que llaman "La Patria", sin embargo, son demasiado débiles para luchar.
Estos le sugieren que pida ayuda al "Brujo", un niño mutante con habilidades sobrenaturales. Maxim empieza a lamentarse al pensar que no pueda ser suficiente para derrocar al régimen, finalmente opta por unirse al Imperio Insular. El líder de los mutantes, un antiguo coronel de los servicios sanitarios le explica a Maxim que la travesía por el desierto podría ser demasiado peligroso y le recomienda un aerodirigible de tiempos de la guerra.
A medida que viajan en el aerodirigible, Gay cae víctima de la radiación de la torre y empieza a desarrollar un comportamiento agresivo hasta que Maxim destruye la torre, pero son derribados momentos después por un escudo antiaéreo.
Tras un aterrizaje forzoso en el mar, Maxim y Gay llegan a tierra firme y dan con un submarino imperial en el que encuentran evidencias de asesinatos en masa por parte del Imperio, por lo que la alianza con estos resulta imposible.
Mientras, la fiscalía estatal planea encontrar a Maxim y usar sus habilidades para provecho propio, por otro lado Rada se niega a cooperar y es llevada a la cárcel, pero escapa con la ayuda de Strannik.
Maxim descubre que La Patria le ha declarado la guerra a Khonti, antiguo territorio del Imperio Isleño con la consecuente rendición de Gay a la patrulla del país. La mayoría de los prisioneros varones son enviados al frente, entre los que se incluyen Zef y Veper. Durante la batalla, Gay fallece y ajenos a los sucesos, Fank convence a Maxim de que se una al grupo de Strannik.
La Patria no tarda en ser derrotada, y la fiscalía (apoyo activo en la contienda) descubre que los Padres desconocidos pretenden matarle por su fracaso. Tras contactar con Maxim y revelarle la ubicación del Centro de control de la torre, por lo que consigue destruirla con la ayuda de los líderes de la resistencia y salva a Rada de las manos de Strannik.
Para cuando se da cuenta, ya es tarde para Strannik, y comienza un enfrentamiento final entre este y Maxim, al cual informa de que al igual que este, proviene de la Tierra y que estuvo trabajando en la Administración de Seguridad Galáctica y que gobernó el planeta durante un tiempo, y le culpa de todos los males que pueda ocasionar al dar la oportunidad al Imperio Isleño de atacar La Patria, siendo este un ataque difícil de contrarrestar sin la radiación de la que emanaba las torres. Por su parte Maxim le contesta que no piensa permitir que nadie construya ninguna torre, pero que piensa cooperar con Strannik en otras materias.

## Reparto
- Vasiliy Stepanov es Maxim Kammerer.
- Yuliya Snigir es Rada Gaal.
- Pyotr Fyodorov es Gay Gaal.
- Aleksei Serebryakov es Strider.
- Fyodor Bondarchuk es Fiscal del Estado.
- Sergei Garmash es Zef.
- Gosha Kutsenko es Veper.
- Andrei Merzlikin es Fank.
- Mikhail Yevlanov es Rittmeister Chachu.
- Anna Mikhalkova es Ordi Tader.
- Sergei Barkovsky es Nolle Renadu.
- Aleksey Gorbunov es Shurin.
- Maksim Sukhanov es Padre.
- Yuriy Tsurilo es el General.
- Aleksandr Feklistov es Dever.
- Kirill Pirogov es Svyokor.
- Yevgeni Sidikhin es Teste.
- Sergei Mazayev es Voldyr.
- Leonid Gromov es Gramenau.
- Vasili Savinov es Lesnik.
- Vyacheslav Razbegayev as Krysolov.
- Dimash Akhimov es Behemoth.
- Ignat Akrachkov es Fiscal referente.

## Producción
La película es una producción de Art Pictures Studio, Non-Stop Productions y de la cadena STS, con efectos especiales de EyeScream Studio, Main Road Post y Quantum Creation FX.
La producción comenzó en Crimea, Ucrania y duró diez meses (desde el 14 de febrero hasta el 7 de diciembre de 2007). La película contó con un presupuesto de 36,6 millones de dólares siendo la película más cara de Rusia superando a Almirante con 20 millones.

## Recepción
La isla habitada obtuvo críticas dispares por parte de los críticos. La mayoría alabó el film por ser sorprendentemente fiel a la novela, otros elogiaron los efectos visuales, mientras que otros criticaron el trabajo del director y del editor.[cita requerida] La revista Mir Fantastiki detalló que la película era "un caos de componentes dramáticos, musicales y visuales, cada uno por separado tenía su calidad". Según Total DVD, "el film se dispersa por un mosaico de imágenes espectaculares que no comprende la imagen consistente del mundo".
La película fue un fracaso comercial en la taquilla. A pesar de haber recaudado 30 millones con las dos partes y situarse entre las producciones que más dinero han ganado, no sirvió para superar los 36 millones que costó hacerla. Poco después de salir de la cartelera, la película fue publicada en DVD con la esperanza de saldar la deuda.
Boris Strugatsky, uno de los autores de la novela declaró que la película es un éxito del director ya que no era del todo fiel al libro. No obstante, alabó las actuaciones de Serebryakov, Bondsarchuk y Garmash (Strannik, Umnik y Zef respectivamente), por otro lado se sintió insatisfecho con Kutsenko, Mikhalkova y Merzlikin (Vepr, Ordi Tader, Fank. También hizo hincapié en Stepanov, al que elogió por su actuación de Maxim.